# Selleola ekmaniana
Selleola ekmaniana es la única especie del género monotípico Selleola, perteneciente a la familia Caryophyllaceae. Es natural de Haití.

## Taxonomía
Selleola ekmaniana fue descrito por Ignatz Urban y publicado en Arkiv för Botanik utgivet av K. Svenska Vetenskapsakademien 23A(5): 69. 1930.